# Afida Turner
Pour les articles homonymes, voir Turner.
Ne doit pas être confondu avec Leslie (chanteuse).
Afida Turner (née Hafidda Messaï), est une chanteuse et personnalité médiatique française, née le 22 décembre 1976 à Auchel (Pas-de-Calais), notamment connue pour sa participation à diverses émissions de téléréalité. Elle a précédemment utilisé les pseudonymes Lesly et Lesly Mess.
Le public français la découvre — sous le nom de Lesly — lors de sa participation à  Loft Story 2, diffusée en 2002. Après l'émission, elle se lance comme chanteuse en sortant des disques sous le nom de Lesly Mess. Elle s'expatrie ensuite aux États-Unis pour tenter d'y poursuivre une carrière musicale. Ayant épousé le fils d'Ike et Tina Turner, elle utilise dès lors le nom d'Afida Turner. Dans les années 2010, elle fait un retour médiatique en France où elle apparaît dans de nouvelles émissions de télévision, et alimente le « buzz » autour d'elle par de nombreuses interventions fantaisistes dans les médias.

## Biographie

### Jeunesse
Hafidda Messaï naît d'un père algérien et d'une mère réunionnaise, le 22 décembre 1976,,, à Auchel dans le Pas-de-Calais. Alors qu'elle est âgée de deux ans, son père bat à mort sa mère. Elle vit en foyer et dans des familles d’accueil, dans lesquelles elle est battue jusqu’à ses seize ans. Elle travaille ensuite comme vendeuse dans le prêt-à-porter, elle est un temps employée du bar-lounge parisien Buddha Bar.

### Carrière

#### Débuts
À partir des années 1990, elle tente une carrière de chanteuse. Parallèlement, elle devient animatrice sur MCM Africa, utilisant dès cette époque le pseudonyme de Lesly.

#### Loft Story
En 2002, ayant été remarquée par l'équipe de Star Academy à laquelle elle avait envoyé des chansons, selon ses dires, elle est recontactée par des responsables de casting, qui l'engagent comme candidate à la deuxième saison de l'émission de téléréalité Loft Story. Elle explique par la suite avoir accepté de participer à Loft Story dans le seul but de se faire connaître, car on lui proposait « un disque et un livre à la clef ».
L'émission, dans laquelle elle se fait notamment remarquer par sa personnalité agressive et extravertie — elle continue à l'époque de se faire appeler Lesly — lui permet d'accéder à la notoriété. Éliminée du jeu après cinq semaines passées dans le loft, elle obtient dès sa sortie de l'émission un contrat d'enregistrement chez Sony Music. Elle sort, sous le nom de Lesly Mess, son premier single, Pas celle que tu crois, qui se vend rapidement à plus de 80 000 exemplaires. Elle publie également un livre autobiographique, intitulé Mon père a tué ma mère. L'année suivante sort Roc Attitude, son premier album, dont sont extraits deux autres singles : Vilaine Fille et Repose au paradis.[réf. nécessaire]

#### Aux États-Unis
Courant 2003, elle s'installe aux États-Unis pour y tenter sa chance et y enregistrer des titres en anglais. Elle déclarera par la suite avoir « fui aux États-Unis » pour échapper à l'« engouement médiatique » qui devenait difficile à supporter en France. En 2004, elle apparaît dans le clip Shut Up des Black Eyed Peas. Après avoir été pendant trois ans la compagne du rappeur Coolio, elle devient en 2007 l'épouse de Ronald Turner, fils de Ike et Tina Turner : elle prend à cette occasion le nom d'Afida Turner. Tout en continuant sa carrière de chanteuse, elle fait des apparitions dans trois films, Shut Up And Shoot, The Sweep et Single Black Female.
Elle continue épisodiquement de faire parler d'elle dans les médias français. En 2009, elle annonce travailler avec la société Trendy Prod sur un projet d'émission de téléréalité qui serait centrée sur elle et sa carrière aux États-Unis, et qui s'intitulerait The American Dream of Afida Turner.

#### Retour en France
C'est cependant par le biais d'une autre émission de téléréalité qu'elle fait son retour médiatique en France : en 2011, elle figure parmi les candidats d'une émission française censée fêter les dix ans de la télé-réalité, Carré ViiiP. L'émission est un échec d'audience, ce qui lui vaut d'être déprogrammée au bout de treize jours. Elle explique par la suite avoir fait l'émission pour pouvoir sortir deux singles, finalement annulés du fait de cette déprogrammation.
Afida Turner, partageant sa vie entre la France et les États-Unis, continue néanmoins d'enchaîner les apparitions à la télévision française, dans des émissions comme 100 % mag sur M6. Elle apparaît principalement en tant qu'invitée de nombreuses émissions de plateau, notamment sur NRJ 12 dans des programmes comme Le Mag.
En 2011, elle sort le single Come with Me et l'album Paris-Hollywood.
En 2013, elle obtient un rôle dans le film Visions interdites (non distribué en salles). Du 30 décembre 2013 au 3 janvier 2014, elle est la « guest-star » de Un dîner presque parfait, sur M6, dans laquelle elle doit partager la table de quatre autres candidats. Sa participation, pendant laquelle elle s'illustre notamment en mettant à la porte l'une de ses convives, permet à l'émission de connaître un record d'audience.
En avril 2014, elle sort le single Born an Angel.
En 2015, elle commercialise une ligne de maillots de bain, annonce la sortie prochaine de son troisième album, Testostérone, ainsi que la création d’un spectacle à Las Vegas en septembre 2015, le Afida Turner Show sur le plateau du Mag sur NRJ 12.
En 2016, elle lance un parfum à son nom.
En 2017, elle devient chroniqueuse sur la radio Voltage FM. Dans une interview accordée en 2017 à Potins.net, elle annonce préparer un second livre, intitulé Cauchemar à Hollywood.
En 2018, elle tient le rôle d'une gynécologue dans le film dramatique indépendant Lumière noire de Enguerrand Jouvin (un des treize jeunes cinéastes sélectionnés par Claude Lelouch pour intégrer la première promotion des Ateliers), où jouent également Danièle Douet, Chantal Ladesou, ou encore Delphine Baril,. Le film n'est pas distribué en salles de cinéma.
En 2019, elle lance sa propre ligne de bijoux Star Collection By Afida Turner, en collaboration avec le joailler italien Stefano Andolfi,,.
Dès 2020, elle intervient occasionnellement en tant que chroniqueuse dans l'émission à succès Touche pas à mon poste !.
Dès le 17 janvier 2022, Afida Turner se lance dans le théâtre, elle joue dans Requiem pour une conne, mise en scène par Baptiste Souriau qui lui donne également la réplique.
En juillet 2022, elle reprend le titre Étienne de Guesch Patti. La reprise cartonne sur Spotify, YouTube et TikTok sans bénéficier de passage en radio et malgré une promotion presque inexistante dans la presse et à la télévision.
Le 14 mars 2023, elle est de retour sur les planches du théâtre de Trévise dans la pièce Abracafida. Le 28 novembre 2023, elle revient avec le single High Energy, reprise de la chanteuse Evelyn Thomas, parue en 1984.
Le 25 février 2024, elle est invitée à chanter dans l’émission LOL : qui rit, sort ! saison 4 de Philippe Lacheau et sa reprise de Jeu de la barbichette, fait un buzz sur la toile,. Le 1er mars 2024, Barbichette Song sort en single, à la suite du buzz provoqué dans l’émission. Dans un même temps, elle apparaît dans le jeu de télé-réalité The Power : Qui a le pouvoir ? sur W9.
Le 24 mai 2024, elle commercialise la reprise The Best de sa belle mère Tina Turner. Le 21 juin 2024, elle publie le single The Power. Le 19 Juillet 2024, elle révèle comme single La Vie en rose, reprise de Edith Piaf. Le 26 Novembre 2024, elle dévoile What's Love Got to Do with It, reprise de sa belle mère Tina Turner. 
Dans une interview à Touche pas à mon poste !, elle annonce préparer un second livre, intitulé Cauchemar à Hollywood, qui sera également suivi d'un documentaire.
Le 13 Juin 2025, elle obtient un rôle dans la série à succès Escort Boys.

### Vie privée
Afida Turner est dans les années 2000 la compagne du rappeur et acteur américain Coolio, elle a eu également une liaison avec le boxeur américain Mike Tyson. En 2007, elle épouse Ronald (dit « Ronnie ») Turner (1960-2022), devenant ainsi la belle-fille de Tina Turner.
De son mariage avec Ronnie Turner, Afida Turner en profite pour démarrer une nouvelle vie aux États-Unis où elle côtoie la jet-set et noue une relation privilégiée avec sa belle-mère Tina Turner[réf. nécessaire]. Autodidacte, Afida Turner bâtit seule sa carrière à Hollywood, et vit désormais entre Paris et Los Angeles, et a obtenu la double nationalité.
Le 12 juin 2017, le média Non Stop People annonce le divorce de Ronnie et Afida Turner après dix ans de mariage, mais il s'agit d'une fausse information, Afida révélera plus tard n'avoir jamais divorcé de Ronnie Turner et qu'ils se sont simplement séparés.
En avril 2018, le magazine Public prête à Afida Turner une relation amoureuse avec le chanteur Michel Polnareff. Les deux personnalités démentent, mais révèlent néanmoins être très amis à la ville, et avoir noué une relation très privilégiée.

## Médias
Afida Turner se signale par de nombreuses extravagances, que Voici qualifie de « frasques médiatiques ». Divers médias chroniquent sur le ton de la dérision ses apparitions publiques, qu'il s'agisse de ses tenues voyantes ou de son comportement fantaisiste,. Ses nombreuses participations à des émissions de télévision (talk-show et autres) sont régulièrement accompagnées de « coups de gueule », et les reportages qui lui sont consacrés mettent en avant son excentricité et son caractère explosif.
Outre ses apparitions télévisées, elle publie sur les réseaux sociaux Internet — Facebook et Twitter — de multiples messages, qui se distinguent par l'usage du franglais, une grammaire approximative et une orthographe douteuse,,.
Sa personnalité lui vaut par ailleurs de bénéficier d'un noyau de fans au sein de la communauté homosexuelle ; elle se félicite à ce titre d'être une « icône gay ».

### Éclats médiatiques
En 2011, elle quitte avec fracas le plateau de Touche pas à mon poste ! après que l'un des chroniqueurs, le critique cinéma Christophe Carrière, a déclaré n'avoir jamais entendu parler de la carrière cinématographique qu'elle dit mener aux États-Unis.
Elle fait régulièrement des apparitions au festival de Cannes,. En 2013, plusieurs médias rapportent qu'elle a été éconduite des marches du palais des Festivals par la sécurité,.
En 2014, elle chasse de chez elle une invitée au cours de l'émission Un dîner presque parfait.
En février 2016, elle provoque un nouveau buzz médiatique en accusant Beyoncé d'avoir plagié son style vestimentaire et sa coiffure.

### Analyse du «buzz» généré
Le journaliste musical Olivier Cachin considère que la notoriété d'Afida Turner tient moins à son talent artistique qu'à ses multiples extravagances dans les médias : il la décrit comme une « spécialiste de l’occupation verbale sur les plateaux de télévision où elle est invitée », « multipliant les anglicismes hasardeux et faisant preuve d’un stupéfiant culot. On pense parfois à une Jean-Claude Van Damme au féminin, notamment pour ce mélange inédit de français et d’anglais ». Pour lui, cependant, « on n’arrive pas à la haïr » : à ses yeux, malgré les sarcasmes et les accusations d'exhibitionnisme dont elle fait régulièrement l'objet, Afida Turner est « quand même une figure sympathique » grâce à son « fighting spirit inextinguible ».

## Prises de position
En août 2016, à l'occasion de la présidentielle américaine, elle se fait à nouveau remarquer en exprimant sur Facebook son soutien à Donald Trump,, dont elle loue la « bravour » (sic) en concluant « Much love and respect to Donald Trump qui a des balls. Mais si il était le maire de Nice nos 80 innocents n’auraient pas perdus la vie » (sic),.
Lors de l'élection présidentielle française de 2017, elle salue la victoire au deuxième tour d'Emmanuel Macron, y voyant l'avènement du « plus jeune king de France depuis Napoléon Ier »,,.
Elle annonce son soutien aux « Gilets Jaunes » fin 2018 sur le webzine VL, sur Twitter, et sur Instagram.
Elle intervient régulièrement en tant que chroniqueuse dans Touche pas à mon poste ! en présentant des théories complotistes à propos de la pandémie de Covid-19. Le 31 mai 2020, elle annonce sur Twitter sa candidature à l'élection présidentielle française de 2022, la retirant toutefois le 11 janvier 2021.
En décembre 2023, elle cosigne une tribune en soutien à l'acteur Gérard Depardieu, accusé de viols et de harcèlement sexuel.

## Polémiques

### Exhibitionnisme à l'émissionLe Mad Mag
En septembre 2016, au cours d'une de ses participations à l'émission Le Mad Mag — dont elle a été intronisée « marraine » — son sexe apparaît à l'image alors qu'elle décroise les jambes. Elle affirme ensuite que cela était dû à un problème avec la doublure de sa robe et à une préparation trop rapide avant son entrée sur le plateau. Ces explications ne convainquent pas NRJ 12, qui annonce que la chanteuse ne sera plus invitée dans ses émissions, son comportement ayant été « totalement inapproprié, surtout dans une émission qui s'adresse aux 14/24 ans »,,,. La chanteuse nie quant à elle être interdite d'antenne sur NRJ12 et déplore « qu’une histoire de culotte fasse davantage parler que sa musique ».

## Activités

### Discographie

#### Singles
Sous le nom de Lesly Mess
- 1998 : Crazy About You[95]
- 2002 : Pas celle que tu crois (piste 2 : Tu mens)
- 2002 : Vilaine fille
- 2003 : Repose au paradis (piste 2 : Je t'ai en moi) dont elle a écrit le texte à 16 ans[8]

Sous le nom d'Afida Turner
- 2011 : Come with Me[63]
- 2014 : Born an Angel[21]
- 2022 : Étienne[96]
- 2023 : High Energy
- 2024 : Barbichette Song[44],[45]
- 2024 : The Best
- 2024 : The Power
- 2024 : La Vie en rose
- 2024 : What's Love Got to Do with It

### Filmographie

#### Films
- 2006 : Shut Up and Shoot!, de Silvio Pollio : Fifi Belmondo[5]
- 2009 : The Sweep, de Dale Stelly : la banquière[5]
- 2009 : Single Black Female, de Dale Stelly : Blue[5]
- 2013 : Visions interdites, d'Anne Gomis et Alain Zirah : la chanteuse[25]
- 2018 : Lumière noire, d'Enguerrand Jouvin : la gynécologue[34]

#### Séries
- 2000 : H : cliente dans le bar de Sabri
- 2009 : Esprits criminels : rôle de Ivy, assassinée par un tueur en série, (juste en photo) (épisode 25 de la 4e saison) (figuration non créditée)[97]
- 2025 : Escort Boys

### Télévision

#### Télé-réalités
- 2002 : Loft Story (saison 2)
- 2011 : Carré ViiiP
- 2014 et 2022 : Un dîner presque parfait
- 2024 : The Power : Qui a le pouvoir ? : apparition

#### Divers
- 2009 : 100 % mag : Afida Turner fête Noël sur M6[98]
- 2010 : 100 % mag : Afida Turner à Saint-Tropez sur M6[99]
- 2011 : Stars à tout prix sur M6[100]
- 2013 : Le Mag : Afida Turner à Hollywood sur NRJ 12
- 2013 : Le Mag : Afida Turner à Los Angeles sur NRJ 12
- 2013 : 100 % mag : Spécial Saint-Valentin sur M6
- 2013 : 100 % mag : Afida Turner à Cannes sur M6
- 2023 : Touche pas à mon poste ! : chroniqueuse sur C8
- 2024 : LOL : qui rit, sort ! saison 4 de Philippe Lacheau sur Prime

### Autres

#### Livre autobiographique
- Mon père a tué ma mère, Michel Lafon, 2002, 117 p. (ISBN 2-84098-883-6, BNF 38918231)[8] (sous le nom de Lesly Mess)

#### Émission radio
- 2017 : Voltage FM

#### Ligne de vêtements
- 2015 : MuchCouture by Afida Turner (ligne de maillots de bains)[30]

#### Parfum
- 2016 : Afida Turner

#### Ligne de bijoux
- 2019 : Star Collection By Afida Turner (en collaboration avec le joailler italien Stefano Andolfi)

#### Théâtre
- 2022 : Requiem pour une conne (rôle : Ina Star)
- 2023 : Abracafida ! (rôle : elle-même)